# Ryder Cup 1937
La 6ª edizione della Ryder Cup si tenne al Southport and Ainsdale Golf Club di Southport, Inghilterra, tra il 20 ed il 30 giugno 1937.

## Formato
La Ryder Cup è un torneo match play, in cui ogni singolo incontro vale un punto. Dalla prima edizione fino al 1959, il formato consiste, il primo giorno, in incontri tra otto coppie, quattro per squadra, in "alternate shot" , mentre il secondo in otto singolari, per un totale di 12 punti; di conseguenza, per vincere la coppa sono necessari almeno 6½ punti. Tutti gli incontri sono giocati su un massimo di 36 buche.

## Squadre
Regno Unito
- Charles Whitcombe — capitano
- Alf Padgham
- Arthur Lacey
- Percy Alliss
- Henry Cotton
- Bill Cox
- Dai Rees
- Richard Burton
- Sam King
- Alf Perry

 Stati Uniti
- Walter Hagen — capitano
- Ed Dudley
- Ralph Guldahl
- Gene Sarazen
- Henry Picard
- Byron Nelson
- Tony Manero
- Denny Shute
- Johnny Revolta
- Sam Snead

## Risultati

### Incontri 4 vs 4 del venerdì
| Regno Unito (bandiera) | Risultati | Stati Uniti (bandiera) |
| ---------------------- | --------- | ---------------------- |
| Padgham/Cotton         | 4 & 2     | Dudley/Nelson          |
| Lacey/Cox              | 2 & 1     | Guldahl/Manero         |
| Whitcombe/Rees         | pareggio  | Sarazen/Shute          |
| Alliss/Burton          | 2 & 1     | Picard/Revolta         |
| 1½                     | Sessione  | 2½                     |
| 1½                     | Totale    | 2½                     |

### Singolari del sabato
| Regno Unito (bandiera) | Risultati | Stati Uniti (bandiera) |
| ---------------------- | --------- | ---------------------- |
| Alf Padgham            | 8 & 7     | Ralph Guldahl          |
| Sam King               | pareggio  | Denny Shute            |
| Dai Rees               | 3 & 1     | Byron Nelson           |
| Henry Cotton           | 5 & 3     | Tony Manero            |
| Percy Alliss           | 1 up      | Gene Sarazen           |
| Richard Burton         | 5 & 4     | Sam Snead              |
| Alf Perry              | 2 & 1     | Ed Dudley              |
| Arthur Lacey           | 2 & 1     | Henry Picard           |
| 2½                     | Sessione  | 5½                     |
| 4                      | Totale    | 8                      |